# Șahova, Slavuta
Șahova (în ucraineană Шагова) este un sat în comuna Peciîvodî din raionul Slavuta, regiunea Hmelnîțkîi, Ucraina.

## Demografie
Componența lingvistică a localității Șahova
     Ucraineană (100%)
Conform recensământului din 2001, toată populația localității Șahova era vorbitoare de ucraineană (100%).